# Хута (Салаж)
Хута (рум. Huta) насеље је у Румунији у округу Салаж у општини Бучуми. Oпштина се налази на надморској висини од 483 m.

## Становништво
Према подацима из 2002. године у насељу је живело 30 становника, од којих су сви румунске националности.